# Oppien d'Apamée
Pour les articles homonymes, voir Oppien.
Oppien d’Apamée, dit aussi Oppien de Syrie, (Ὀππιανός), vivait en Syrie, province romaine, au début du IIIe siècle apr. J.-C. Il est l'auteur d'un poème didactique sur la chasse, les Cynégétiques. On l'a souvent confondu avec Oppien de Corycos, auteur d'un ouvrage sur la pêche.

## Biographie
La confusion entre les deux Oppien remonte à l'Antiquité ; on peut donc se demander si nous connaissons le vrai nom de cet auteur. Mais il semble certain qu'Oppien d'Apamée connaissait l'ouvrage de son homonyme. On le désigne parfois aujourd'hui sous le nom de « Pseudo-Oppien ».
La dédicace de son œuvre à Caracalla (qui passe dans la région entre 215 et l'année de sa mort, 217) permet par contre une certaine précision chronologique.
Il vit à Apamée ; cette ville située au sud-est d'Antioche est à l'époque, non seulement une des plus importantes citées de l'Orient, mais aussi un grand centre intellectuel. Il n'en reste aujourd'hui que des ruines. Parmi ces dernières, on peut admirer une remarquable avenue bordée de colonnes, constituant la plus longue avenue à colonnade du monde antique. Le site, malgré son exceptionnelle richesse aurait subi de graves dommages durant la Guerre civile syrienne. La ville antique d'Apamée est située aujourd'hui près de Qalaat Al Madiq (gouvernorat de Hama).

## Œuvre
Son œuvre s'appelle les Cynégétiques, titre également porté par d'autres ouvrages. Les Cynégétiques d'Oppien se présentent comme un poème de 2042 ou 2144 hexamètres, divisé en quatre ou cinq chants. S'il a existé un cinquième chant, ce dernier est perdu ; le quatrième chant est incomplet.
Chacun des quatre chants connus commence par un préambule et compte entre 453 et 628 vers.
1. 538 vers. Le chasseur idéal, l'équipement, les chiens de chasse, les chevaux[2].
2. 628 vers. Animaux chassés : bison, mouflon, oryx…[3].
3. 525 vers. Félins, (lions et panthères) que l'empereur a reçus en présent et autres animaux exotiques : girafe, ichneumon, chameau, autruche…[4].
4. 453 vers. Techniques : filets, armes…[5].

Outre les aspects techniques de la chasse, l'auteur fait de fréquentes digressions, sur la mythologie, la philosophie et les sciences naturelles.
Cet ouvrage a connu une bonne diffusion, comme en témoigne le nombre de manuscrits, mais il apparaît aujourd'hui comme un recueil d'affirmations fantaisistes. L'auteur affirme ainsi que les éléphants sont doués de la parole (même s'il ne faut voir là qu'une formule poétique pour décrire leur intelligence). Il écrit que les rhinocéros ne comptent qu'un seul sexe, le masculin, les femelles n'existant pas chez cette espèce. Que la lionne met bas cinq lionceaux lors de sa première portée, quatre à sa deuxième, puis trois, puis deux et enfin un seul. Que l'ourse donne naissance à des petits informes, que c'est leur mère qui, en les léchant, leur donne une apparence d'ourson. Qu'un tambour fait de peau d'agneau reste muet si on frappe près de lui un tambour fait avec une peau de loup…
Ne pas confondre avec Oppien de Corycos, qui est l'auteur des Halieutiques. Une autre œuvre est attribuée à Oppien : les Ixeutika, qui porte sur la chasse aux oiseaux, poème aujourd'hui perdu, mais dont il existe une paraphrase due au sophiste Eutecnius, qui a également écrit des paraphrases des deux premiers ouvrages.

## Éditions
Sélection d'éditions, par ordre chronologique :
- (grc) Édition manuscrite illustrée d'Ange Vergèce, pour la bibliothèque du roi de France, 1554.
- (fr) Traduction française, notes de Belin de Ballu, 1787.
- Pierre Boudreaux (dir.), Oppien d'Apamée, La chasse, Paris, H. Champion, 1908. Réédité en 2017.
- (grc) Manólis Papathomópoulos (dir.), Oppianus Apameensis : Cynegetica, Eutecnius Sophistes : Paraphrasis Metro Soluta, coll. « Bibliotheca scriptorum Graecorum et Romanorum Teubneriana », no 1256, 2003  (ISBN 3598712561 et 9783598712562) — Extraits sur Google livres. Cette édition critique est la plus récente et contient un apparat en latin. Contient également la paraphrase d'Eutecnius sur les Cynégétiques.

## Sources
- (en) Adam Bartley, « Recension de l'édition critique de Papathomopoulos », Exemplaria Classica, no 8,‎ 2004, p. 223-226.
- (es) Tomás Silva Sánchez, Sobre el texto de Opiano de Apamea, Cadix, Servicio de Publicaciones, Universidad de Cádiz, 2002.
- (de) Otto Tüselmann, Die Paraphrase des Euteknios zu Oppians Kynegetika, Berlin, 1900.